# Bolvári-Takács Gábor
Bolvári-Takács Gábor (Sárospatak, 1967. március 15. –) magyar tánctörténész, helytörténész, jogász, egyetemi tanár, rektor.

## Életpályája
1985-ben érettségizett a sárospataki Rákóczi Gimnáziumban. 1987–1992 között a Kossuth Lajos Tudományegyetem Bölcsészettudományi Kar történelem szakán tanult. 1989–1995 között a Janus Pannonius Tudományegyetem Állam- és Jogtudományi Karán jogász lett. 
1993-tól dolgozott a Magyar Táncművészeti Egyetemen. 1993–1998 között a Magyar Táncművészeti Egyetem főtitkára volt. 1998-ban védte meg doktori disszertációját. 1998–2007 között a Magyar Táncművészeti Egyetem tudományos főmunkatársa volt. 2000–2008 között a Magyar Telekom Szimfonikus Zenekar ügyvezető igazgatója volt. 2001 óta a Zempléni Múzsa társadalomtudományi és kulturális folyóirat alapító főszerkesztője. 2007–2009 között, valamint 2017–2018 között a a Magyar Táncművészeti Egyetem rektorhelyettese, 2007–2015 között főiskolai tanára volt. 2008–2009 között a Magyar Táncművészeti Egyetem megbízott rektora volt. 2009-ben habilitált. 2012–2017 között a Honvéd Együttes Művészeti Kht. ügyvezető igazgatója volt. 
2015-től a Magyar Táncművészeti Egyetem egyetemi tanára, 2018–2021 között rektora volt. 2021-től a Tokaj-Hegyalja Egyetem tanszékvezető egyetemi tanára, 2021–2022 között megbízott rektora volt.
Kutatási területe: a művészet és politika viszonya a 20. század második felében, valamint a művészeti felsőoktatás története. Műveit forráskritikai nézőpont és történeti összefüggésekben való elhelyezés jellemzi.

## Művei
- Az MSZMP művelődéspolitikai irányelveinek keletkezéstörténete (1995)
- Filmművészet és kultúrpolitika a művészeti díjak tükrében 1948-1989 (1998)
- A művészeti felsőoktatás átalakításának politikai és szervezeti dimenziói 1949-1952 (2009)
- A művészet megszelídítése. Folyamatok és fordulatok a művészetpolitikában 1948-1956 (2011)
- Táncosok és iskolák. Fejezetek a hazai táncművészképzés 19-20. századi intézménytörténetéből (2014)
- Könyvek bűvöletében. Elemzések, bírálatok, kritikák (Zempléni Múzsa, 2015)
- Táncos tanévek. Szemelvénygyűjtemény a Magyar Táncművészeti Egyetem történetéhez 1950-2017 (MTE, 2017)
- A művészetpolitika mechanizmusai – Interpretációk és források a Kádár-korszak értelmezéséhez (2020)
- Művek és megoldások. Kritikai írások, 2015–2020; Zempléni Múzsa, Sárospatak, 2020
- The History of the State Regulation of Dance Teacher Training in Hungary (2022)

## Díjai
- DAB-díj (Debreceni Akadémiai Bizottság (DAB), 1998)
- MTA Elnöki Díja (1999)
- Magyar Arany Érdemkereszt (2011)[4]
- Comenius-emlékérem (Magyar Comenius Társaság) (2016)
- Tánctudományért Díj (2018)[4]
- Pro Urbe Díj Sárospatak (2019)